# Adelheid Popp

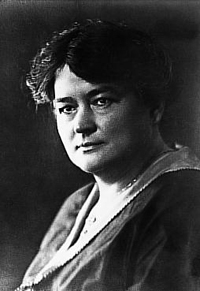
Adelheid Popp, 1892

Adelheid Popp (* 11. Februar 1869 als Adelheid Dworak in Inzersdorf bei Wien; † 7. März 1939 in Wien) war eine österreichische Frauenrechtlerin, sozialistische Politikerin, Schriftstellerin und Journalistin. Sie war die Begründerin der proletarischen Frauenbewegung in Österreich.

## Leben
Adelheid Dworak wurde am 11. Februar 1869 in Inzersdorf bei Wien geboren. Ihr Vater war der alkoholkranke Weber Adalbert Dvořak aus der böhmischen Gemeinde Slukow, der starb, als Adelheid sechs Jahre alt war. Ihre Mutter, die analphabetische Fabrikarbeiterin Anna Kubeschka aus Böhmen, brachte mindestens fünfzehn Kinder zur Welt (belegt ist, dass Adelheid das fünfzehnte Kind war), von denen zehn oder mehr im Kindesalter starben. Die zehnjährige Adelheid Dworak musste bereits nach drei Schuljahren die Schule verlassen, als die Mutter nach Wien zog. Die junge Adelheid arbeitete nun hart, zunächst in Heimarbeit (Häkeln, Nähen), dann als Dienstmädchen und Fabrikarbeiterin. Sie war überfordert und hatte mehrere Krankenhausaufenthalte. Nur gelegentliche Unterhaltungsliteratur verschaffte ihr Abwechslung. Von ihren Brüdern wurde sie zu Arbeiterversammlungen mitgenommen, wo sie eines Tages über die Situation der Arbeiterinnen sprach und damit großes Aufsehen erregte. Von diesem Moment an arbeitete Popp zwölf Stunden täglich in der Fabrik und lernte abends erstmals ordentlich Lesen und Schreiben, las anschließend sozialistische Schriften und schrieb Artikel über die Situation der Arbeiterinnen. An Wochenenden sprach sie auf Parteiversammlungen, zu denen sie aus Mangel an Geld oft stundenlang zu Fuß ging.
Nachdem sie bei der Organisation eines Frauenstreiks (600 Appreturarbeiterinnen forderten den Zehnstundentag) mitgeholfen hatte, geriet sie ins Visier der Geheimpolizei und kam mehrmals ins Gefängnis, da sie mit ihren als radikal geltenden Thesen zur freien Entfaltung der Frau in der Öffentlichkeit, am Arbeitsplatz und in der Familie aneckte. 1891 war sie Mitglied des Wiener Arbeiterinnen-Bildungsvereins. Als Mitbegründerin wurde sie 1892 verantwortliche Redakteurin der österreichischen Arbeiterinnen-Zeitung, deren Herausgeberin sie ab 1919 wurde. Ab 1893 wurde sie Vorsitzende des Lese- und Diskutierklubs Libertas. Während dieser Zeit pflegte sie gute Beziehungen zu Friedrich Engels und August Bebel, die sie beide sehr schätzten. 1893 heiratete sie Julius Popp, einen engen Freund und Mitarbeiter des sozialdemokratischen Parteiführers Victor Adler. Mit dessen Frau, der Schriftstellerin Emma Adler, war sie befreundet. Julius Popp starb bereits acht Jahre nach Verehelichung, im Jahr 1902. Auch ihre beiden Söhne verstarben früh, einer als Soldat im Weltkrieg, der andere an einer Grippe.
1902 gründete Adelheid Popp gemeinsam mit anderen den Verein sozialdemokratischer Frauen und Mädchen. 1909 erschien anonym ihre „Jugendgeschichte einer Arbeiterin“ mit einem Vorwort von August Bebel, in sozialistischen Kreisen ein vielgelesenes Buch.

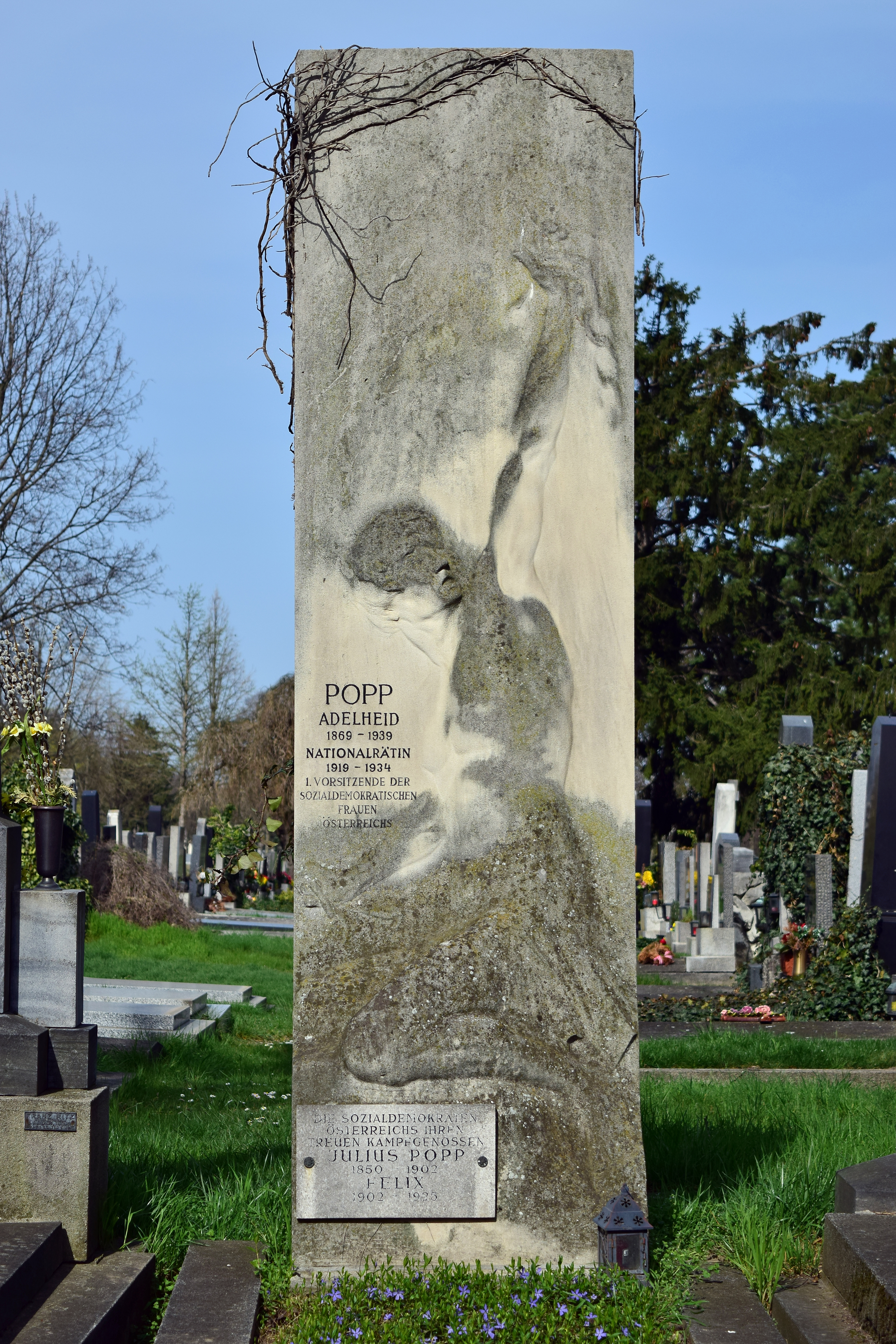
Grab von Adelheid und Julius Popp auf dem Wiener Zentralfriedhof

1918 wurde sie in den Parteivorstand gewählt, im selben Jahr auch in den Wiener Gemeinderat, dem sie bis 1923 angehörte. Ein Jahr später, 1919, wurde sie Abgeordnete zum Nationalrat, wo sie bis 1934 mehrmals wiedergewählt wurde. Sie wurde außerdem Vorsitzende des Internationalen Frauenkomitees (als Nachfolgerin von Clara Zetkin). 1929 erschien in Wien „Der Weg zur Höhe“, eine Geschichte über die sozialdemokratische Frauenbewegung.
1920 reichte sie mit anderen weiblichen Nationalratsabgeordneten ein Hausgehilfinnengesetz ein, das die Tagesarbeitszeit von 16 auf 13 Stunden beschränken sollte und eine 14-tägige Kündigungsfrist vorsah. Im Jahr 1933 trat sie aus Altersgründen von ihren Parteifunktionen zurück. Die Februarkämpfe 1934 mit dem folgenden Verbot der SDAP und die Annexion Österreichs durch das Deutsche Reich 1938 erlebte sie noch mit, konnte jedoch aus Krankheitsgründen nicht mehr aktiv werden. Am 7. März 1939 verstarb sie in Wien.

## Ehrungen
- Sie ist in einem ehrenhalber gewidmeten Grab auf dem Wiener Zentralfriedhof (Gruppe 63, Reihe 2, Nr. 24) bestattet.
- 1949 wurde die städtischen Wohnhausanlage Possingergasse-Herbststraße in Wien-Ottakring in Adelheid-Popp-Hof benannt.[7]
- 1992 wurde in Linz der Adelheid-Popp-Weg nach ihr benannt, dieser liegt im Stadtteil Auwiesen und verbindet die Halle- mit der Kreiskystraße.
- 2011 wurde die Parkanlage im Bereich Geblergasse (gegenüber Nr. 74–78) in Wien 17 nach ihr benannt.
- 2011 wurde in Wien-Donaustadt (22. Bezirk) die Adelheid-Popp-Gasse nach ihr benannt.
- In Wolkersdorf im Weinviertel trägt die Adelheid Popp-Straße ⊙ ihren Namen.
- Die Wiener Parteischule benannte den 37. Lehrgang nach Adelheid Popp.
- Das Dr.-Karl-Renner-Institut organisiert den „Adelheid-Popp-Lehrgang 2023/2024“ für „Feminismus in Theorie und Praxis“[8]

## Schriften
- Die Arbeiterin im Kampf um′s Dasein. Verlag der Wiener Volksbuchhandlung Brand, Wien 1895. (Digitalisat MDZ Reader)
- Freie Liebe und bürgerliche Ehe. Schwurgerichtsverhandlung gegen die „Arbeiterinnen-Zeitung“, durchgeführt bei dem K. K. Landes- als Schwurgerichte in Wien am 30. September 1895 (mitgetheilt nach dem bei der Verhandlung aufgenommenen stenographischen Protokoll). Verlag der Ersten Wiener Volksbuchhandlung Wien 1895.
- Die christlichsoziale Partei in Österreich. In: Sozialistische Monatshefte 1905, Heft 6, S. 521–527. (Digitalisat).
- Die österreichische Wahlreform und das Frauenrecht. In: Sozialistische Monatshefte 1906, Heft 4, S. 301–305.
- Adelheid Popp, Emmy Freundlich: Die sozialpolitischen Forderungen an die Gesetzgebung. Frauenwahlrecht und Arbeiterinnenschutz. In: Verhandlungen der sozialdemokratischen Frauenkonferenz in Österreich, Heft 3/1908, S. 36–36 .
- Die Arbeiterinnenbewegung in Österreich. In: Die neue Zeit, Wochenschrift der deutschen Sozialdemokratie. Bd. 2 (1909), Heft 27, S. 19–23 .

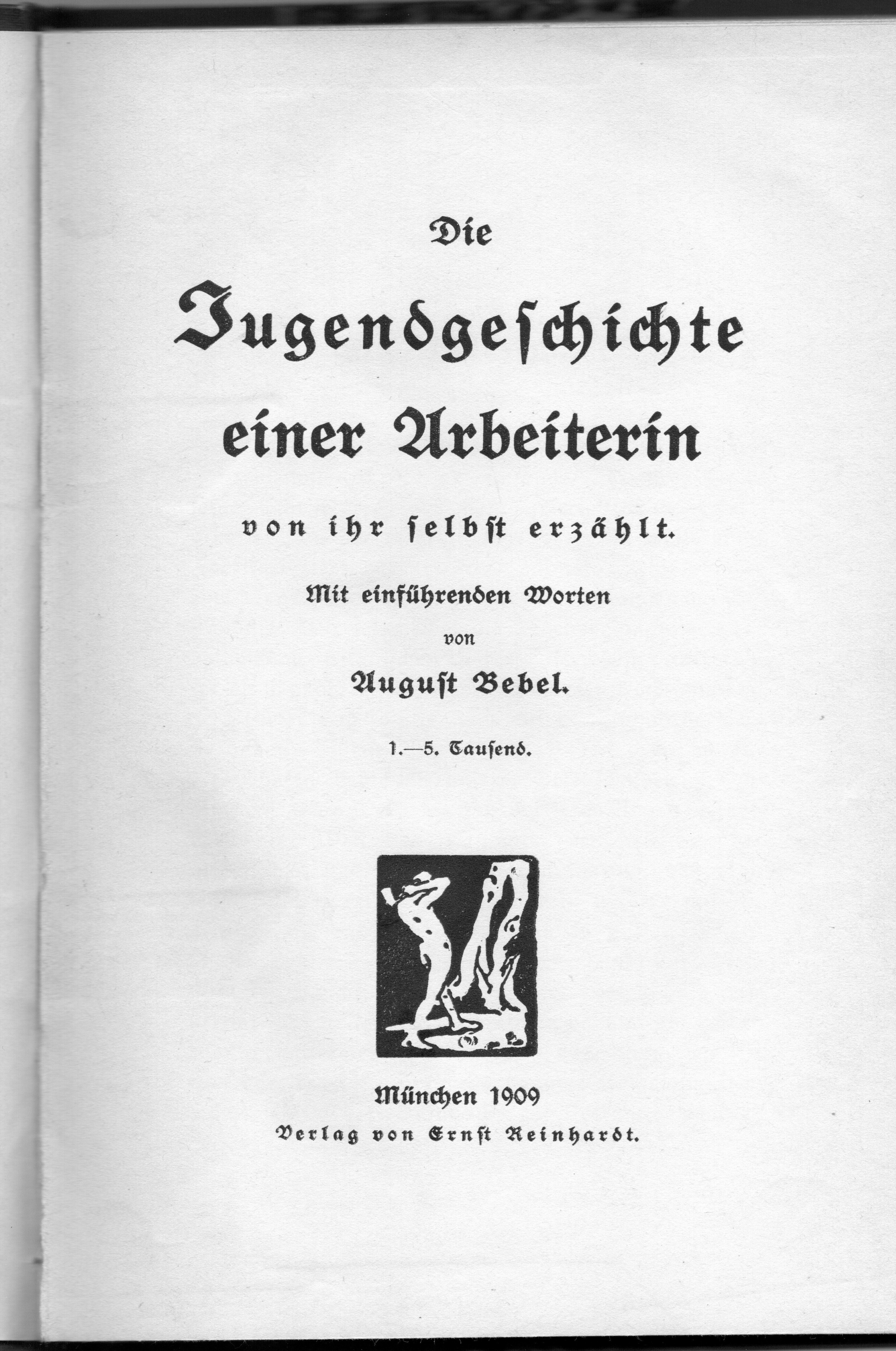
Anonym: Die Jugendgeschichte einer Arbeiterin, von ihr selbst erzählt. München 1909

- Die Jugendgeschichte einer Arbeiterin, von ihr selbst erzählt. Mit einführenden Worten von August Bebel. Ernst Reinhardt, München 1909 (zuerst anonym veröffentlicht, erst ab 3. Auflage 1910 mit Namen.) Digitalisat 3. verm. Aufl. 1912. Digitalisat 4. Auflage.
  - Erneut: Traurige Jugend. Verlag der unabhängigen Wochenschrift „Die Unzufriedene“. Wien 1927 (Bändchen der Wiener Groschenbüchel; 17/18).
  - Erneut: Jugend einer Arbeiterin. Hrsg. Sibylle Hamann. Mit Essays von S. H. und Katharina Prager. Picus Wien 2019, ISBN 978-3-7117-2087-0.
- Schutz der Mutter und dem Kinde. Verlag der Wiener Volksbuchhandlung Brand, Wien 1910 (Lichtstrahlen; 21) (Mikrofiche-Ausgabe, http://gateway-bayern.de/BV026337614).
- Zum Frauentag! In: Die neue Zeit. Wochenschrift der dt. Sozialdemokratie. Bd. 1 (1911), Heft 24, S. 836–838 .
- Mädchenbuch. Verlag der Wiener Volksbuchhandlung Brand, Wien 1911 (Die junge Welt; 6) Digitalisat 2., umgearb. Aufl. 1914.
- Hrsg. Gedenkbuch. 20 Jahre österreichische Arbeiterinnenbewegung. Im Auftrag des Frauenreichskomitee. 'Vorwärts' in Komm. Wien 1912 (Reprint der Originalausgabe als Taschenbuch: University of Innsbruck, 2007, ISBN 3-226-00395-X).
- Haussklavinnen. Ein Beitrag zur Lage der Dienstmädchen. Verlag der Wiener Volksbuchhandlung Brand, Wien 1912. (Digitalisierte-Ausgabe: Wildberg 1999/2002).
- Jenny Marx. In: Robert Danneberg: Karl Marx. Der Mann und sein Werk. Verlag des Verbandes der jugendlichen Arbeiter. Anton Jenschik, Wien 1913, S. 18–20.
- Die Kinderarbeit in Österreich. In: Die neue Zeit. Wochenschrift der deutschen Sozialdemokratie. Bd. 2 (1913), Heft 52, S. 1012–1021 (Digitalisat).
- Adolf Braun (Hrsg.): Gleiches Recht für Frauen! Eine Werbeschrift mit Beiträgen von Emmy Freundlich, Siegfried Nestriepke, Adelheid Popp. Verlag der Fränkischen Verlags-Anstalt & Buchdruckerei, Nürnberg 1914.
- Erinnerungen. Aus meinen Kindheits- und Mädchenjahren. Aus der Agitation und anderes. Dietz, Stuttgart 1915.
- Frau – Arbeiterin – Sozialdemokratie. Hrsg. vom Frauenreichskomitee Wien. Verlag der Wiener Volksbuchhandlung Brand, Wien 1916.
- Frauen der Arbeit, schließt euch an! Ein Mahnruf. Verlag der Wiener Volksbuchhandlung Brand, Wien 1919 (Digitalisat).
- Was die Frauen der Republik verdanken. In: Adelheid Popp / Therese Schlesinger: Freiheit und Aufstieg. Wien 1919.
- Frauenarbeit in der kapitalistischen Gesellschaft. Frauen-Zentralkomitee, Wien 1922 (Digitalisat MDZ Reader).
  - Neuausgabe zum 150. Geburtstag Adelheid Popps, mit einem biblio-biografischen Kommentar von Thierry Elsen. edition libica, Wien 2019, ISBN 978-3-903137-26-4.
- Vorkämpferinnen der Menschheit. Zentralstelle für das Bildungswesen der Deutschen sozialdemokratischen Arbeitspartei, Prag 1925 (Merkblätter für Frauenvorträge) (Digitalisierte Ausgabe: Wildberg 1999 + 2002).
- Der Weg zur Höhe: die sozialdemokratische Frauenbewegung Österreichs. Ihr Aufbau, ihre Entwicklung und ihr Aufstieg. Frauenzentralkomitee der Sozialdemokratischen Arbeiterpartei Deutschösterreichs, Wien 1929.

## Filme
- Beate Thalberg: Universum History: Die Unbeugsamen – Drei Frauen und ihr Weg zum Wahlrecht, Österreich 2019, mit Anna Brüggemann (Clara Zetkin), Katharina Haudum (Adelheid Popp) und Marie-Luise Stockinger (Hildegard Burjan)

- „Adelheid Popp. Frauenbewegung in Österreich“ von Hanja Dirnbacher